# Kanadensiska konfederationen

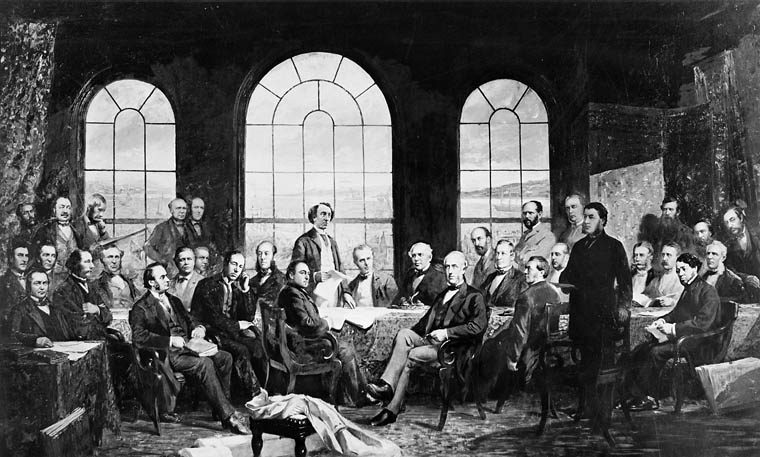
Fotografi från 1885 av Robert Harris målning Conference at Quebec in 1864. Originalmålningen förstördes vid en brand 1916.

Kanadensiska konfederationen (engelska: Canadian Confederation, franska: Confédération canadienne) är det historiografiska namnet på den process, genom vilken den federala statsbildningen Kanada skapades den 1 juli 1867. Den dagen blev tre brittiska besittningar i Nordamerika i stället fyra kanadensiska provinser. Den tidigare provinsen Kanada delades upp i två nya provinser, Ontario och Quebec, och två andra brittiska besittningar, New Brunswick och Nova Scotia, uppgick också i Kanada.

## Bakgrund
Kanada är en federal stat och inte en konfederation; men anses ändå tillhöra världens mer decentraliserade federationer.
I stället används begreppet för att beskriva den politiska process, som under 1860-talet enade de tidigare brittiska besittningar, samt relaterade händelser.

## Inträden
| Ordning | Datum            | Namn                                                        |
| ------- | ---------------- | ----------------------------------------------------------- |
| 1       | 1 juli 1867      | Ontario                                                     |
| 1       | 1 juli 1867      | Quebec                                                      |
| 1       | 1 juli 1867      | Nova Scotia                                                 |
| 1       | 1 juli 1867      | New Brunswick                                               |
| 5       | 15 juli 1870     | Manitoba                                                    |
| 5       | 15 juli 1870     | Northwest Territories                                       |
| 7       | 20 juli 1871     | British Columbia                                            |
| 8       | 1 juli 1873      | Prince Edward Island                                        |
| 9       | 13 juni 1898     | Yukon                                                       |
| 10      | 1 september 1905 | Saskatchewan                                                |
| 10      | 1 september 1905 | Alberta                                                     |
| 12      | 31 mars 1949     | Newfoundland - (omdöpt till Newfoundland och Labrador 2001) |
| 13      | 1 april 1999     | Nunavut                                                     |